# Liste der Wappen in der Metropolitanstadt Mailand (A–M)
Die Liste der Wappen in der Metropolitanstadt Mailand (A–M) beinhaltet alle in der Wikipedia gelisteten Wappen der Orte mit dem Anfangsbuchstaben A bis M in der Metropolitanstadt Mailand in der Region Lombardei in Italien. In dieser Liste werden die Wappen mit dem Gemeindelink angezeigt.

## Wappen in der Metropolitanstadt Mailand

Metropolitanstadt Mailand
Lage der Metropolitanstadt Mailand in Italien

## Wappen der Gemeinden der Metropolitanstadt Mailand A bis M

Abbiategrasso
Albairate
Arconate
Arese
Arluno
Assago
Baranzate
Bareggio
Basiano
Basiglio
Bellinzago Lombardo
Bernate Ticino
Besate
Binasco
Boffalora sopra Ticino
Bollate
Bresso
Bubbiano
Buccinasco
Buscate
Bussero
Busto Garolfo
Calvignasco
Cambiago
Canegrate
Carpiano
Carugate
Casarile
Casorezzo
Cassano d’Adda
Cassina de’ Pecchi
Cassinetta di Lugagnano
Castano Primo
Cernusco sul Naviglio
Cerro Maggiore
Cerro al Lambro
Cesano Boscone
Cesate
Cinisello Balsamo
Cisliano
Cologno Monzese
Colturano
Corbetta
Cormano
Cornaredo
Corsico
Cuggiono
Cusago
Cusano Milanino
Dairago
Dresano
Gaggiano
Garbagnate Milanese
Gessate
Gorgonzola
Grezzago
Gudo Visconti
Inveruno
Inzago
Lacchiarella
Lainate
Legnano
Liscate
Locate di Triulzi
Magenta
Magnago
Mailand
Marcallo con Casone
Masate
Mediglia
Melegnano
Melzo
Mesero
Morimondo

## Wappen der Gemeinden der Metropolitanstadt Mailand N bis Z
- Liste der Wappen in der Metropolitanstadt Mailand (N–Z)